# Ihor Snitko
Ihor Hryhorowytsch Snitko (ukrainisch Ігор Григорович Снітко, wiss. Transliteration Ihor Hryhorovyč Snitko; * 13. August 1978 in Charkiw) ist ein ukrainischer Schwimmer und Olympiateilnehmer.
Er hat sich auf die Distanzen zwischen 400 und 1500 Meter im Freistil spezialisiert und vertrat sein Land bei den Olympischen Sommerspielen 1996 in Atlanta und 2000 in Sydney. Seine größten Erfolge konnte er mit dem Gewinn des Europameistertitels sowohl auf der Lang- als auch auf der Kurzbahn über 1500 Meter feiern. Zudem war Snitko bei den Studentenwettkämpfen der Universiade sehr erfolgreich und sicherte sich dort vier Goldmedaillen.